# D.L. Hawkins
D.L. Hawkins är en rollfigur i NBC tv-serien Heroes. D.L. Hawkins är far till Micah Sanders och make till Niki Sanders. Rollen spelas av Leonard Roberts.